# Jefe Ejecutivo de Macao
El Jefe Ejecutivo de Macao (idioma chino: 行政長官) es el presidente de Consejo Ejecutivo de Macao y del Gobierno de la Región Administrativa Especial de Macao. El cargo fue creado para reemplazar al de Gobernador de Macao, quien tenía a su cargo el gobierno de Macao durante la administración portuguesa como provincia en ultramar.
El actual Jefe Ejecutivo de Macao es Sam Hou Fai, quien asumió el mandato el 20 de diciembre de 2024.

## Lista de Jefes ejecutivos
| Jefe Ejecutivo | Jefe Ejecutivo | Jefe Ejecutivo        | Inicio                  | Fin                     | Partido       | Elecciones |
| -------------- | -------------- | --------------------- | ----------------------- | ----------------------- | ------------- | ---------- |
| 1              |                | Edmund Ho (1955-)     | 20 de diciembre de 1999 | 20 de diciembre de 2009 | Independiente | 19992004   |
| 2              |                | Fernando Chui (1957-) | 20 de diciembre de 2009 | 20 de diciembre de 2019 | Independiente | 20092014   |
| 3              |                | Ho Iat Seng (1957-)   | 20 de diciembre de 2019 | 20 de diciembre de 2024 | Independiente | 2019       |
| 4              |                | Sam Hou Fai (1962-)   | 20 de octubre de 2024   |                         | Independiente | 2024       |